# School ぷろじぇくと☆
『School ぷろじぇくと☆』（すくーる ぷろじぇくと）は、2006年6月30日にアトリエかぐや Berkshire Yorkshireから発売されたWindows用アダルトゲームである。

## ストーリー
時は西暦2025年の物語。
宮前圭太（主人公、名前変更可）は以前に通っていた学園が母体の倒産により転校を余儀なくされてしまう。新しい編入先である「しらたま学園」の風紀委員寮に住むことになるが、かなりのオンボロ寮だった。しかもこの寮には圭太以外には女の子しか住んでおらず、トイレや部屋に鍵が付いていないという状況。
委員会の活動費（食費、寮の修繕費などを含む）などは学生会の予算案から充てられるが、この学園の生徒はみんな真面目なので存在意義が薄く他の委員会に比べ相当予算が少ない様子。しかもこのままきちんとした活動が出来ないと学生会から今期の予算案で風紀委員会をなくすという話も来ている。
寮母さんで担任の芦沢すみれの作るご飯はおいしい（圭太談）し、以前からの風紀委員である桜小桃、文月蛍、神代雫はみんな仲が良く、風紀委員会を無くしたくないと語っており、この転校を機に再会した幼馴染日向遥もみんなとここで暮らしたいと望んでいる。
圭太はみんなの想いを受け止めて、風紀委員会の存続と予算の確保に向けて作戦会議を開いてゆく。

## 主な登場キャラクター

### 攻略可能ヒロイン
桜小桃（さくら こもも）
声：西田こむぎ
圭太や遥達よりも一学年後輩のヒロイン。なので唯一制服の色が違う。髪型はショートボブ。本作のパッケージを飾るヒロインでもある。
圭太のフラグ体質の影響で2度も胸を掴まれている。よく部屋を間違えるらしいが、それで被害にあっている。酒にも弱い。
少々慌てん坊であるが明るくかわいらしい性格。しかし冷たい一面や、上級生たちも驚くほど激しい一面も見せる。かつて家族を航空機事故で喪った経験から、人と人のつながりを大事にし、寮に住まう風紀委員会の仲間たちを家族のように想っている。仲がいいからか、蛍達に対して特に敬語を使っている様子はない。圭太のことは兄のように思っているらしい。
電子機器の組み立ては劇中で標準的な技能となっているようで、もちろん彼女も習得している。自分が製作した機械に心を持たせてしまうという特殊な才能を持っているらしい。
父がどこからか連れて来てくれたというフェレットに似た謎の動物（名前は「ふーちゃん」）をよくお供に連れている。彼女のルートで結婚エンドを迎えると、つがいを見つけて家族を構成していることが確認できる。
エンディングは2種類。
文月蛍（ふみつき ほたる）
声：安玖深音
圭太らと同学年のヒロイン。髪型はセミロングで赤毛。普段から帽子を愛用している。着やせするタイプらしい。
底抜けに明るく能天気な性格で、うっかり屋でもある。委員会で唯一の男性である圭太に対しても特に意識することなく普通の友達のように接する。至って普通のヒロインであるが、圭太がしらたま学園を選ぶきっかけを作るなど重要な役目も果たしている。料理は（彼女自身はおいしいと言っていても）極めて不味いものばかり作るが、これはテレビ番組で紹介されていた妙なレシピをそのまま再現したためであり、むしろ料理の腕前は抜群と言える。普段は天然であるが、本当のバカではない。
電子機器の組み立てもできるが、彼女が使う道具のうちほとんどは雫に依頼して作ってもらったもの。
エンディングは1種類。
日向遥（ひなた はるか）
声：大波こなみ
圭太の幼馴染。髪型はシャギーカット。ラフな服装を好む。
小さい頃に一度離れ離れになっているが、偶然しらたま学園で再会（して胸をつかまれるという事態に遭遇）する。圭太を「シュウくん」と呼ぶ。
活動的で気が強いが、根は素直。昔は泣き虫だったらしいが、努力して現在の人格を確立した。親は離婚しており、籍は父親側にある。ヒロイン達の中でもっとも圭太をよく知るヒロインであり、彼への思い入れは深い。しかしそれなりに恋愛については達観しているのか、蛍や小桃の背中を押すなど他者の恋愛も素直に応援できる優しさを持つ。
腕っ節が強く、（コアラに変身していたとはいえ）圭太を殴り飛ばしたりもした。
エンディングは1種類。
神代雫（かみしろ しずく）
声：茶谷やすら
圭太らと同学年のヒロイン。髪型は膝まで届くほどのロングヘアで黒髪。普段着として和服を愛用している。
無口で感情の起伏が少ない性格。しかも毒舌で、特に圭太に対しては容赦がない。根は寂しがり屋で責任感の強い少女だが、そういった顔を見せる場面は少ない（彼女のルートに進んだ場合を除く）。その一方で、アルバムデータを大切にしているという一面も持つ。
ヒロイン達の中で唯一当初は圭太に対して敵対感情ともとれる態度を取っていたが、徐々に軟化していく。恋愛関係になる前となった後のギャップが一番激しい。
恐ろしく高度な技術を保有しており、フウキくんのようなユニークな発明から「物質転送機」だの「時間コントロールマシン」だのといった超高性能機器を作り出し、挙句の果てには自分を完全に（性格以外）模したガイノイド「シズホ」まで作り出すなどその才能は人間の限界はおろか科学の限界すら突破しているようなフシがある。他のヒロインの攻略イベントでも彼女が作った機器が活躍することは多い（しかし大抵事故が起こる）。
エンディングは2種類。
芦沢すみれ（あしざわ すみれ）
声：飯田空

### その他の人物など
宮前圭太（名前変更可）
本作の主人公。転校してくる初日に飛行機事故に遭い、深夜の寮に静かに入り込み（忍び込んだとも）、朝起きたら小桃の胸を掴んでしまい、蛍と雫に刑罰まで下されそうになるなど結構災難に巻き込まれやすい体質。しかし作風の変化もあり、恋愛感情を抱いた相手には自分からも積極的にアプローチする一面も持つ。
基本的には優しい性格だが、勇気があって熱血漢。苦境に立たされても、その苦境に心が折れそうになるヒロイン達を支える強さを持つ。
フウキくん
雫が作ったロボット。シンプルでレトロな外見をしているが、雫の謎の技術力の塊である。背中に定規を背負い、眼鏡をかけている。
人間との完全な言語によるコミュニケーション能力、感情を備えた人工知能、細かい作業もこなすマニピュレーターなど基本性能だけを見れば極めて優秀なロボットであるのだが、性格が悪くロクでもないことばかりしでかすため、当の雫からも「ポンコツ」扱いされるほど。ハイパーブースターと呼ばれる飛行用バーニアまで内蔵されており、超高速飛行が可能（ロクに制動できないが）。しかしフウキくん本人は雫を強く信頼しており、彼女の役に立とうと努力している。

## 主なスタッフ
- 原画：choco chip
- シナリオ：もみあげルパンR、近江達裕、神無月ニトロ、速水漣
- 主題歌：「orange girl」
  - 作詞：kanoko / 作曲・編曲：菊田大介 / 歌：片霧烈火

## 逸話
- 公式サイトにて発表されるまで、日替わりの公開カウントダウンを行っていた。現在では、かぐやOHPの更新履歴にその名残をとどめるのみである。
- 2025年という作中時代は、公式サイトのどこにも記述されていない。発表当時、体験版をプレイするまで誰も知らなかった設定だった。